# Preboreaal
| Serie       | Etage       | Chronozone    | Tijd (jaar BP) |
| ----------- | ----------- | ------------- | -------------- |
| Holoceen    | Holoceen    | Subatlanticum | 0              |
| Holoceen    | Holoceen    | Subatlanticum | 2400           |
| Holoceen    | Holoceen    | Subboreaal    |                |
| Holoceen    | Holoceen    | 5660          |                |
| Holoceen    | Holoceen    | Atlanticum    |                |
| Holoceen    | Holoceen    | 9220          |                |
| Holoceen    | Holoceen    | Boreaal       |                |
| Holoceen    | Holoceen    | 10.640        |                |
| Holoceen    | Holoceen    | Preboreaal    |                |
| Holoceen    | Holoceen    | 11.560        |                |
| Pleistoceen | Weichselien | Jonge Dryas   |                |
| Pleistoceen | Weichselien | Jonge Dryas   | 12.700         |

Het Preboreaal is een tijdperk in de tijdschaal van Blytt-Sernander, een indeling van de laatste 14.000 jaar op klimaatomstandigheden op grond van pollenonderzoek van venen in Scandinavië. Deze indeling geldt voornamelijk voor Noordwest-Europa. Doorgaans wordt het Preboreaal gedefinieerd met een start tussen 12000 en 11560 jaar BP en een overgang naar het Boreaal tussen 10640 en 10200 jaar BP.
Het Preboreaal volgt onmiddellijk op de laatste koude fase van het Weichsel-glaciaal (ook wel de "laatste ijstijd" genoemd), de Jonge Dryas. Tijdens het Preboreaal trokken in noordelijke streken (zoals Scandinavië) en gebergten de gletsjers zich terug en heerste een koud en droog klimaat in Noordwest-Europa.
Het Preboreaal komt overeen met pollenzone I van Zagwijn en IV van Litt uit de tijdschaal van Blytt-Sernander. In de archeologische tijdschaal ligt het Preboreaal op de overgang tussen het Paleolithicum en het Mesolithicum.
| De jeneverbes was een pionier uit het Preboreaal.                                             |
| De eland was in het Preboreaal wijd verspreid in de berken- en dennenbossen van Noord-Europa. |

## Flora en fauna in Noord-Europa
In pollenzone IV neemt de hoeveelheid boompollen sterk toe ten koste van het pollen van kruiden en grassen. Dit wijst erop dat bossen zich ten koste van de toendra uitbreidden. De meest flexibele en mobiele boomsoorten waren de eerste nieuwkomers. Een van de eerste soorten die verscheen was de berk (Betula pubescens en Betula verrucosa), vergezeld door lijsterbes (Sorbus aucuparia) en populier (Populus tremula). Nog sneller was de opkomst van de jeneverbes (Juniperus nana en Juniperus communis), die onmiddellijk na de plotselinge stijging van de temperatuur op de overgang tussen de Jonge Dryas en het Preboreaal verschijnt. De jeneverbes bereikte een piek tijdens het Preboreaal, maar begon daarna door de grotere concurrentie van andere soorten weer af te nemen. De den breidt zich tijdens deze periode sterk uit.
Het duurde niet lang of de vlaktes van Noord-Europa waren veranderd in open bossen van berken en dennen, en de grote kuddes van grazende zoogdieren waren gedwongen steeds verder naar het oosten te trekken, richting Centraal-Azië waar de steppes bleven bestaan. Het nieuw ontstane bos werd bevolkt door soorten die in het Weichselien hun toevlucht in Zuid-Europa (Italië, Spanje en de Balkan) hadden gezocht. Warmteminnende dieren zoals de Europese moerasschildpad kwamen tot in Denemarken voor. De goudplevier verspreidde zich tot in Noorwegen.
De onevenhoevigen die de vlakten hadden bevolkt (paarden, neushoorns, enzovoorts) werden vervangen door hertachtigen als edelherten (Cervus elaphus), reeën (Capreolus capreolus) en elanden (Alces alces). Andere dieren die naar het noorden migreerden waren het wild zwijn (Sus scrofa) en de tegenwoordig uitgestorven oeros (Bos primigenius). Jagers waren de wolf (Canis lupus), de bruine beer (Ursus arctos), de lynx (Lynx lynx) en de wilde kat (Felis sylvestris).

## Mensen in Noord-Europa
Ook voor de mens was het warmere klimaat een belangrijke overgang. De nomadische jagers die op de toendra's van het Weichselien achter de kuddes aantrokken konden zich niet handhaven in de nieuwe beboste leefomgeving. De mens stond voor de keuze of achter de kuddes aan te trekken naar het oosten, of zijn leefpatroon drastisch te veranderen. Deze overgang is de overgang van de oude steentijd naar de middensteentijd waarin mensen die in Noord-Europa bleven, jager-verzamelaars werden. Deze bleven eveneens niet al te lang op dezelfde plek wonen, maar ze hoefden niet meer seizoensgebonden achter de kuddes aan te trekken. Nederzettingen werden vaak langs meren, rivieren en kusten gebouwd, waar de visvangst een belangrijke manier was om aan voedsel te komen.